# St. Georg (Dzierżoniów)

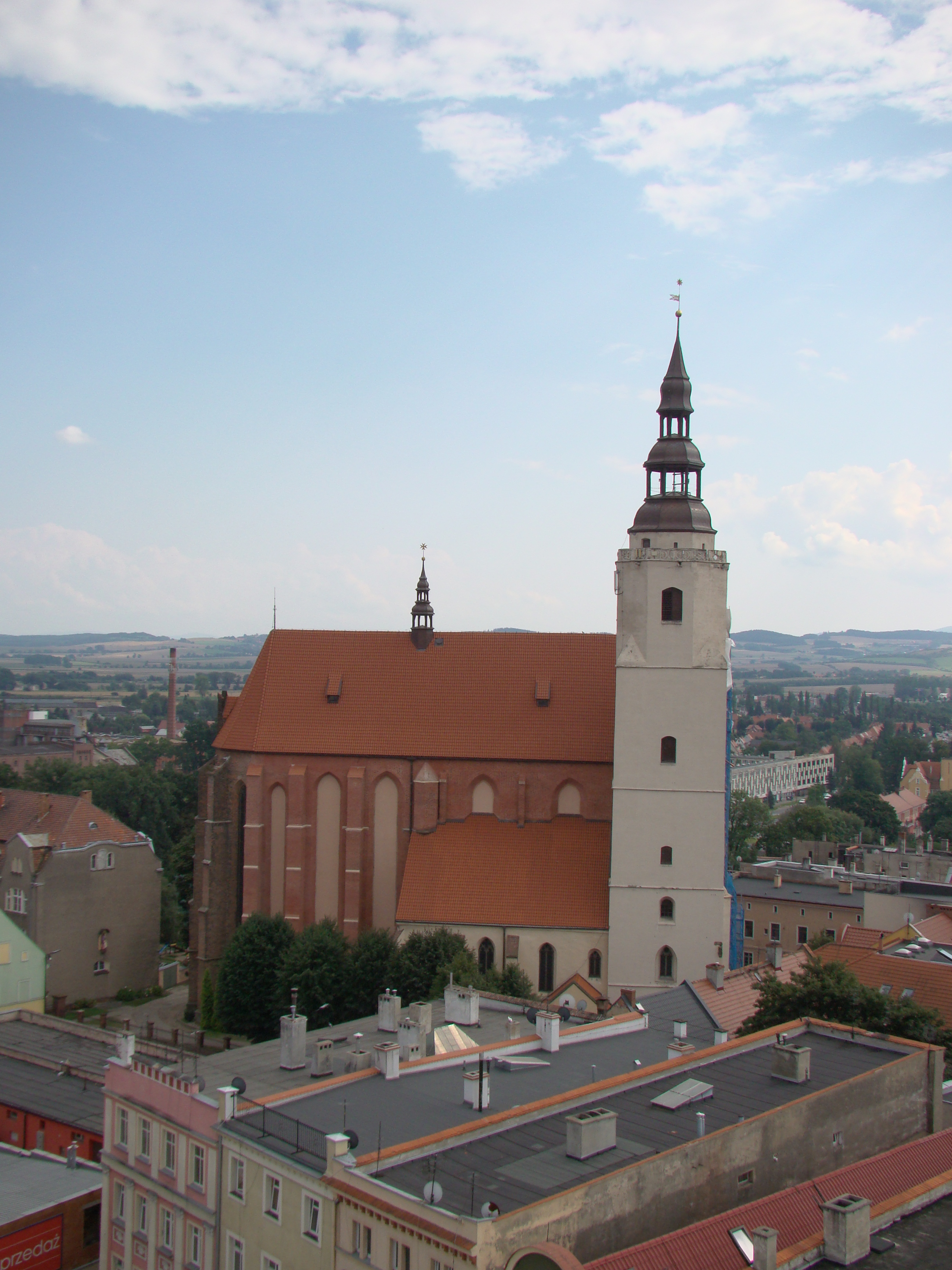
St. Georg in Dzierżoniów

Die römisch-katholische Stadtpfarrkirche St. Georg, auch St.-Georgs-Kirche (polnisch Kościół św. Jerzego), in Dzierżoniów (deutsch Reichenbach im Eulengebirge) ist die Pfarrkirche der Pfarrei St. Georg (Parafia św. Jerzego w Dzierżoniowie), die zum Dekanat Dzierżoniów im Bistum Świdnica gehört. Erstmals 1258 erwähnt, wurde die vierschiffige Basilika aus Backstein von 1338 bis 1389 durch die Johanniter erweitert und von 1555 bis 1612 im spätgotischen und Renaissancestil umgebaut. Seit 1960 ist sie ein geschütztes Kulturdenkmal.

## Geschichte

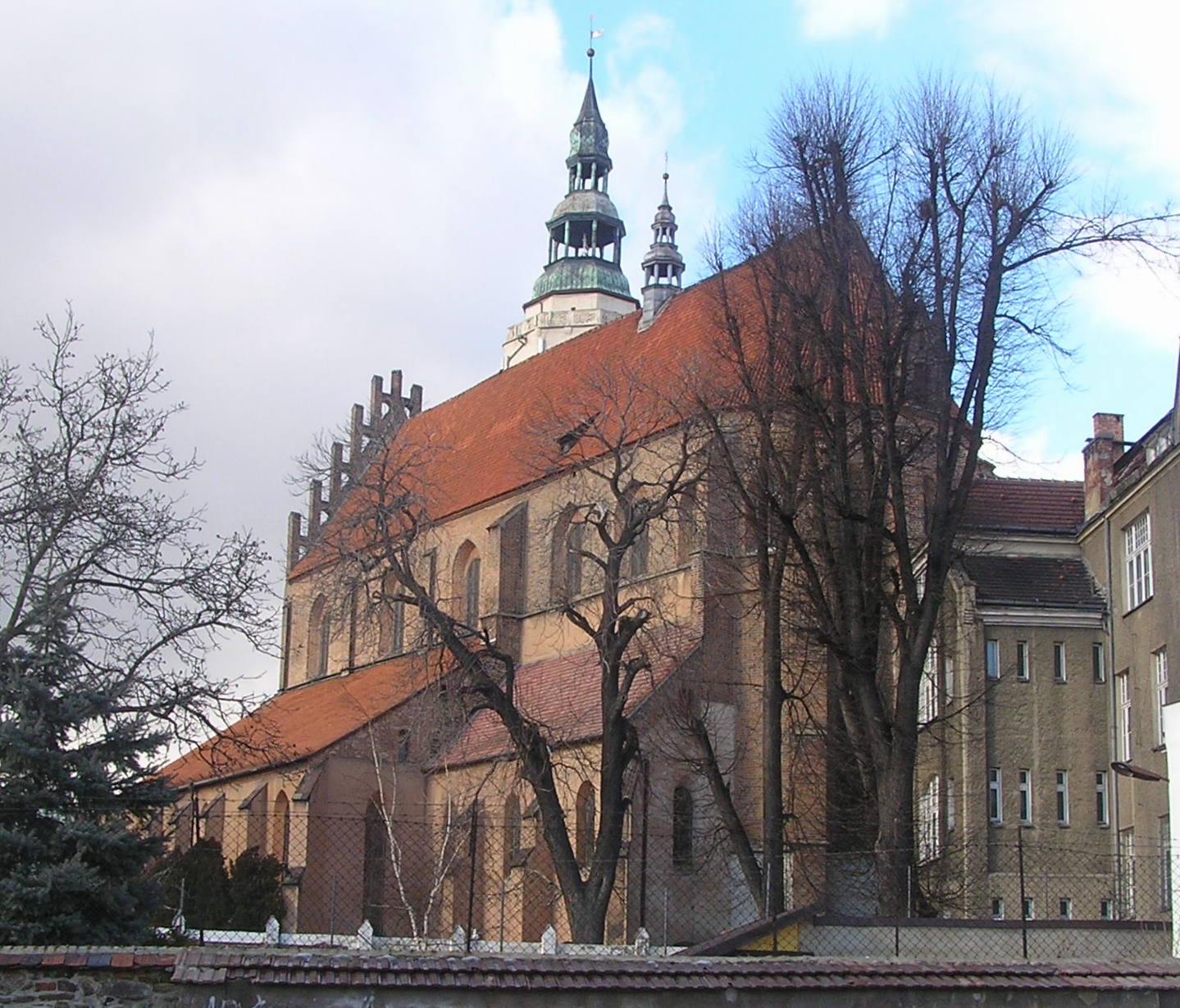
Seitenansicht

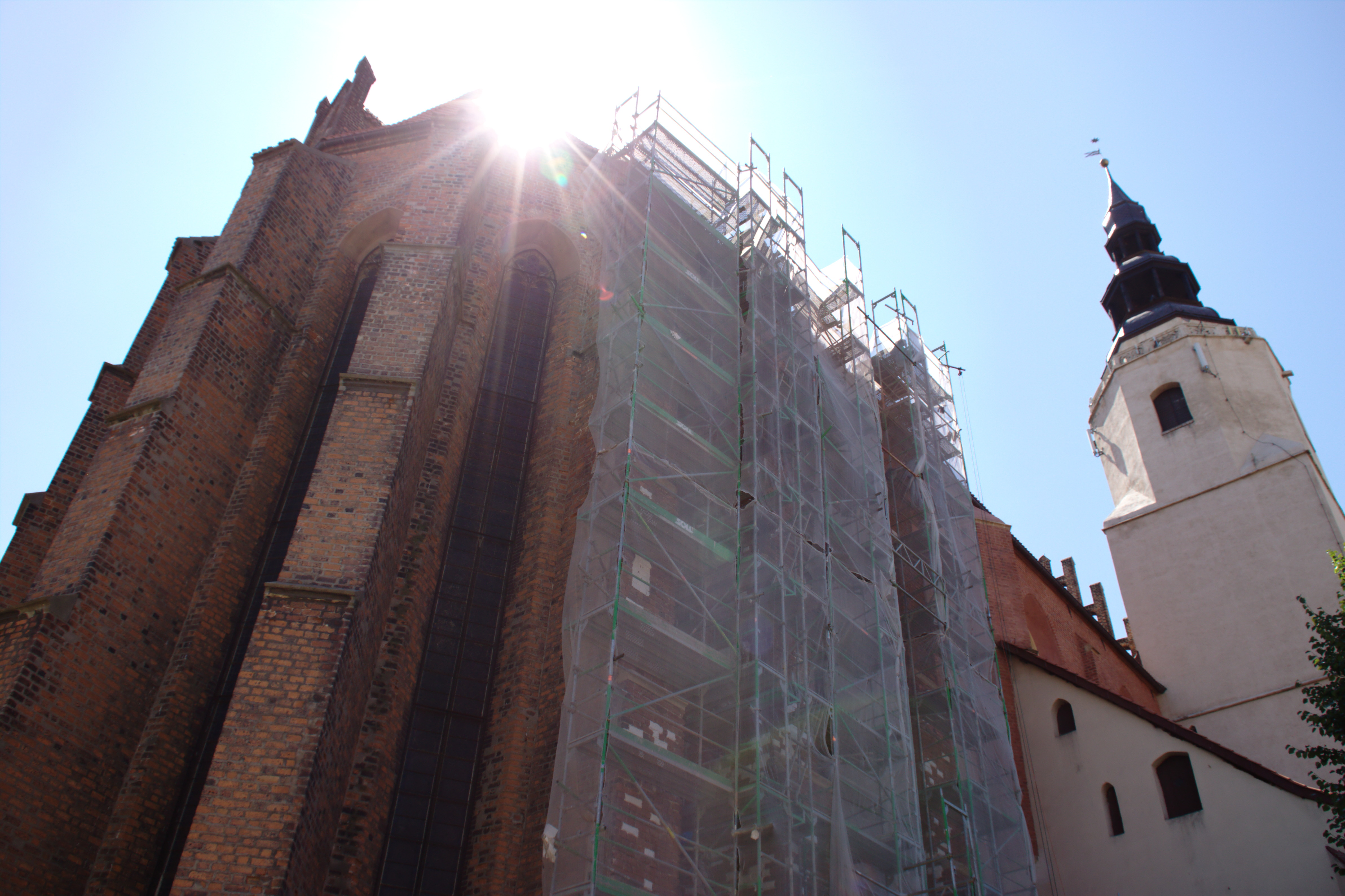
Chor

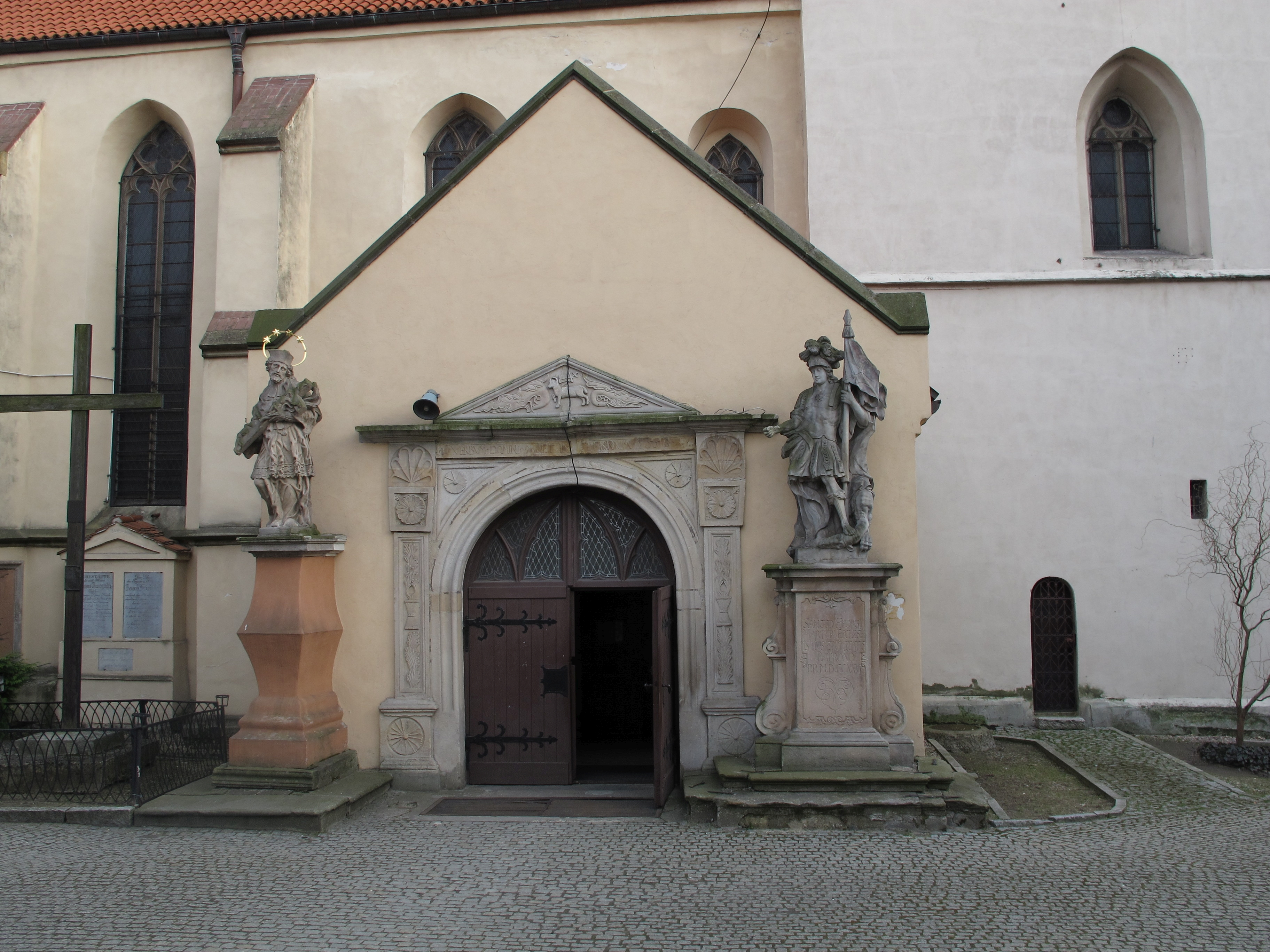
Vorzeichen

### Vorgeschichte
Mit der Gründung der Stadt Reichenbach dürfte auch der Bau einer ersten Kirche erfolgt sein. Einer Legende nach stiftete sie 1159 Herzog Boleslaus I. von Schlesien als Holzkirche. Das damals noch ungewölbte Gebäude wurde dem heiligen Georg geweiht, worauf sich auch das hiesige Stadtwappen bezieht. Die gegenwärtige steinerne Kirche wurde möglicherweise 1253 erbaut. 1258 erhielt die Kirche von Otto von Wielin zwei Hufen Acker in Peterswaldau als Entschädigung für die Erlaubnis, dort eine selbständige Kirche zu bauen. Die Urkunde des Breslauer Bischofs Thomas I. von 1258 erwähnt außerdem einen Pfarrer „Henricus“ von Reichenbach. 1262 führt eine von Herzog Heinrich III. von Schlesien ausgestellte Urkunde auch erstmals die Reichenbacher Kirche des „heiligen Georg“ auf.
Vom 13. bis zum 15. Jahrhundert erhielt die Kirche von den Landesherren und privaten Personen umfangreiche Schenkungen und Privilegien. 1338 belehnte Herzog Bolko II. die Johanniter mit dem Jus patronatus. Zur gleichen Zeit gründeten die Johanniter eine Kommende, die wiederholt durch Mitglieder der ältesten schlesischen Adelsgeschlechter besetzt wurde. Die Einnahme Reichenbachs durch die Hussiten 1428 überstand die Kirche relativ unbeschadet. In der zweiten Hälfte des 14. Jahrhunderts wurde die Kirche um fünf Kapellen erweitert. Drei von ihnen befanden sich auf der Südseite des Kirchenschiffs und zwei an der Nordseite. Die südlichen Kapellen wurden auf einem rechteckigen Grundriss errichtet. 1396 wurde das Dach vollendet, 1388 der Chor und 1389 die Sakristei. Im 15. Jahrhundert wurde mit dem Bau eines steinernen Turmes begonnen. 1499 stiftete der damalige Reichenbacher Bürgermeister Ganske der Kirche einen neuen Hochaltar.

### Reformationszeit
Seit etwa 1525 breitete sich auch in Reichenbach die Reformation aus. Auch ein Teil der Ordensbrüder konvertierte. Um 1555 wurde die nunmehr im Stil der Gotik wiederaufgebaute Kirche protestantisch. Als erster evangelischer Prediger wurde Johann Faust erwähnt. Auf ihn folgten als Pastor bis 1584 Melchior Grabner. 1617 war Markus Auerbach Rektor von St. Georg. Die mit der Kirche verbundene Schule wurde erweitert. Von 1555 bis 1556 wurde die Kirche erhöht, gewölbt und eine Vorkirche nebst Schülerchor erbaut. 1558 wurde das Portal auf der Nordseite hinzugefügt. 1567 wurde der in seinem oberen Teil noch aus Holz bestehende Kirchturm erhöht. Entsprechend den Bedürfnissen des evangelischen Gottesdienstes ließ 1585 der Meister Balthasar Jentsch aus Liegnitz die lange Vorkirche, die das äußerste Südschiff und das Westjoch der Kirche einnehmenden Holzgalerien „Schülerchor“ erbauen. Das dekorative Polychrom gestaltete 1586 Paul Juch. 1588 erhielt der Turm einen Knopf mit Fahne und Stern. In den Jahren 1556 bis 1628 erhielt die Kirche Zuwendungen in Höhe von 16.480 Talern.
Im 16. Jahrhundert und Anfang des 17. Jahrhunderts erlebte Reichenbach eine wirtschaftliche Blütezeit. Laut den Kirchenbüchern der Pfarrei wurden allein 1603 in der Stadt 385 Kinder getauft. 1607 wurde der Turm vom Blitz getroffen, wobei sich das Feuer auf das Kirchenschiff ausbreitete. 1611 kam ein kleines Portal auf der Südseite hinzu. 1615 wurde ein neuer Altar errichtet und in den darauf folgenden Jahren neue Glocken angeschafft, darunter 1617 eine 37 Zentner schwere des Glockengießers Jacob Getz aus Breslau.

### Gegenreformation
Während des Dreißigjährigen Krieges wurde der evangelische Gottesdienst 1629 unterbrochen und 1642 bis 1643 unter schwedischem und sächsischem Schutz wieder kurzzeitig aufgenommen. Nach 1643 wurde die Gegenreformation durchgeführt und den Protestanten die Gotteshäuser in Reichenbach, Bertholdsdorf, Güttmannsdorf, Neudorf und Olbersdorf weggenommen. Die evangelischen Geistlichen mussten die Stadt verlassen. Trotzdem waren um 1666/67 noch etwa drei Viertel der Stadtbevölkerung evangelisch. Die Gläubigen hielten sich zunächst zur Friedenskirche vor Schweidnitz und der Pfarrkirche in Panthenau im Weichbild Nimptsch. Die Weihe der Kirche vollzog am 12. Februar 1633 der Breslauer Weihbischof Johann Balthasar Liesch von Hornau.
Im 18. Jahrhundert stand die Kirche unter der Obhut der Jesuiten. Der Brand von 1706 vernichtete einen Teil der Innenausstattung, dabei gingen Altäre, Grabsteine und Epitaphien verloren. In der ersten Hälfte des 18. Jahrhunderts wurde der Hochaltar im Barockstil umgestaltet. 1794 fand eine größere Reparatur am kleineren Kirchturm statt, wobei Knopf und Fahne erneuert wurden. Die obere Kuppel musste neu gebaut werden, wozu auch die evangelischen Bürger Geld spendeten.

### Jüngere Geschichte
1859 wurde das 700-jährige Jubiläum der Kirche begangen. Zu diesem Anlass hatte die katholische Gemeinde das Gotteshaus im Stil der Zeit renovieren lassen und dabei ein Teil der älteren Ausstattung, darunter die Wappenbilder der Zünfte, beseitigt. Nach dem Ende des Zweiten Weltkrieges, den die Kirche ohne große Schäden überstanden hatte, wurde Reichenbach von der sowjetischen Besatzungsmacht zusammen mit fast ganz Schlesien unter polnische Verwaltung gestellt. Die deutsche Bevölkerung wurde vertrieben. Seit dem 3. März 1960 steht die Kirche unter der Nummer A/1663/655 im Verzeichnis der Baudenkmäler. In der Nachkriegszeit fanden von 1962 bis 1968 und von 1990 bis 1991 Sanierungsmaßnahmen statt. Das neue innere Polychrom stammt aus den Jahren von 1967 bis 1968. In neuerer Zeit wurde die Kirche einer umfassenden Renovierung unterzogen. 2007 erhielt die Kirche ein neues Dach.

## Ausstattung

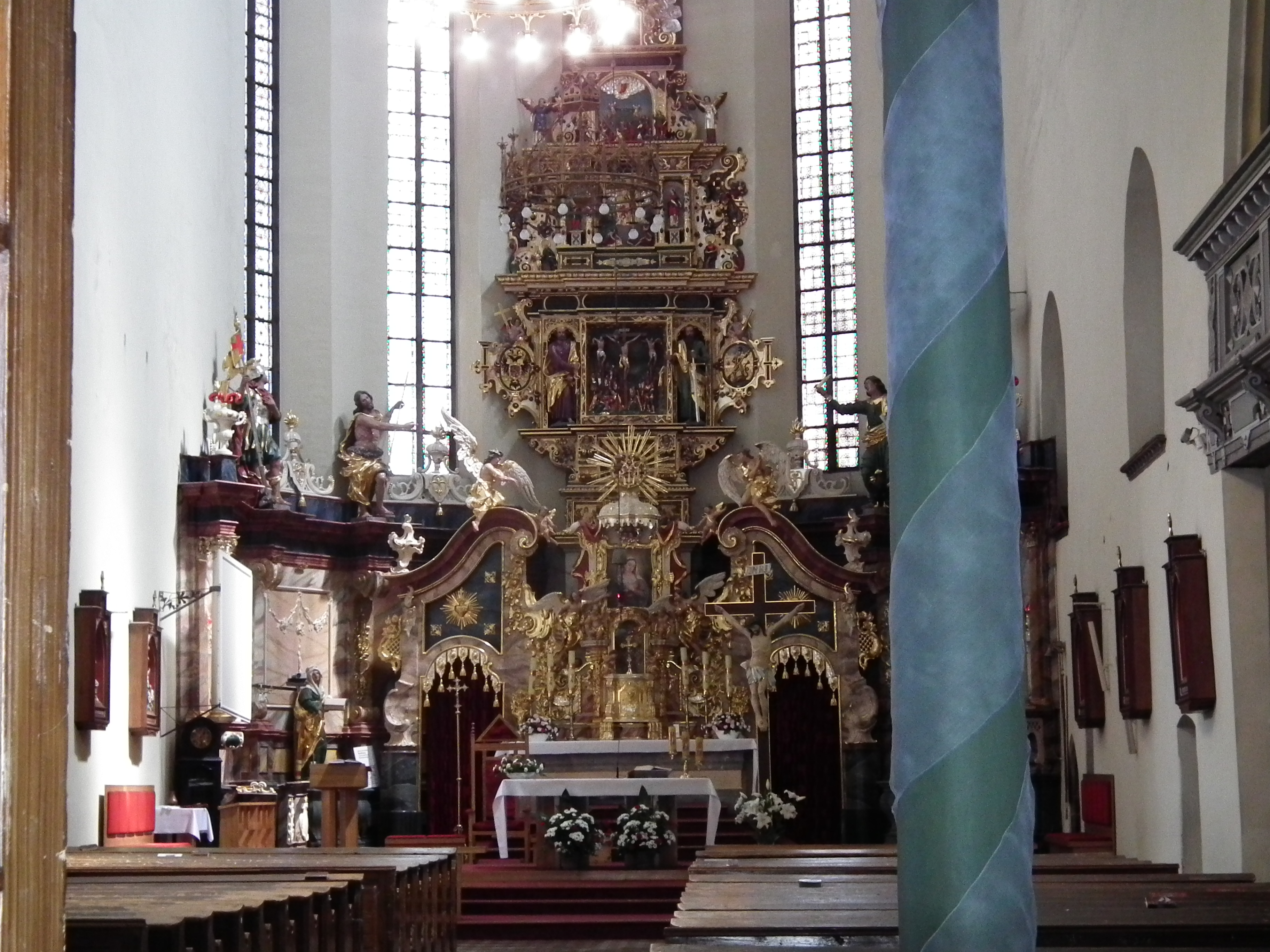
Hochaltar im Innenraum

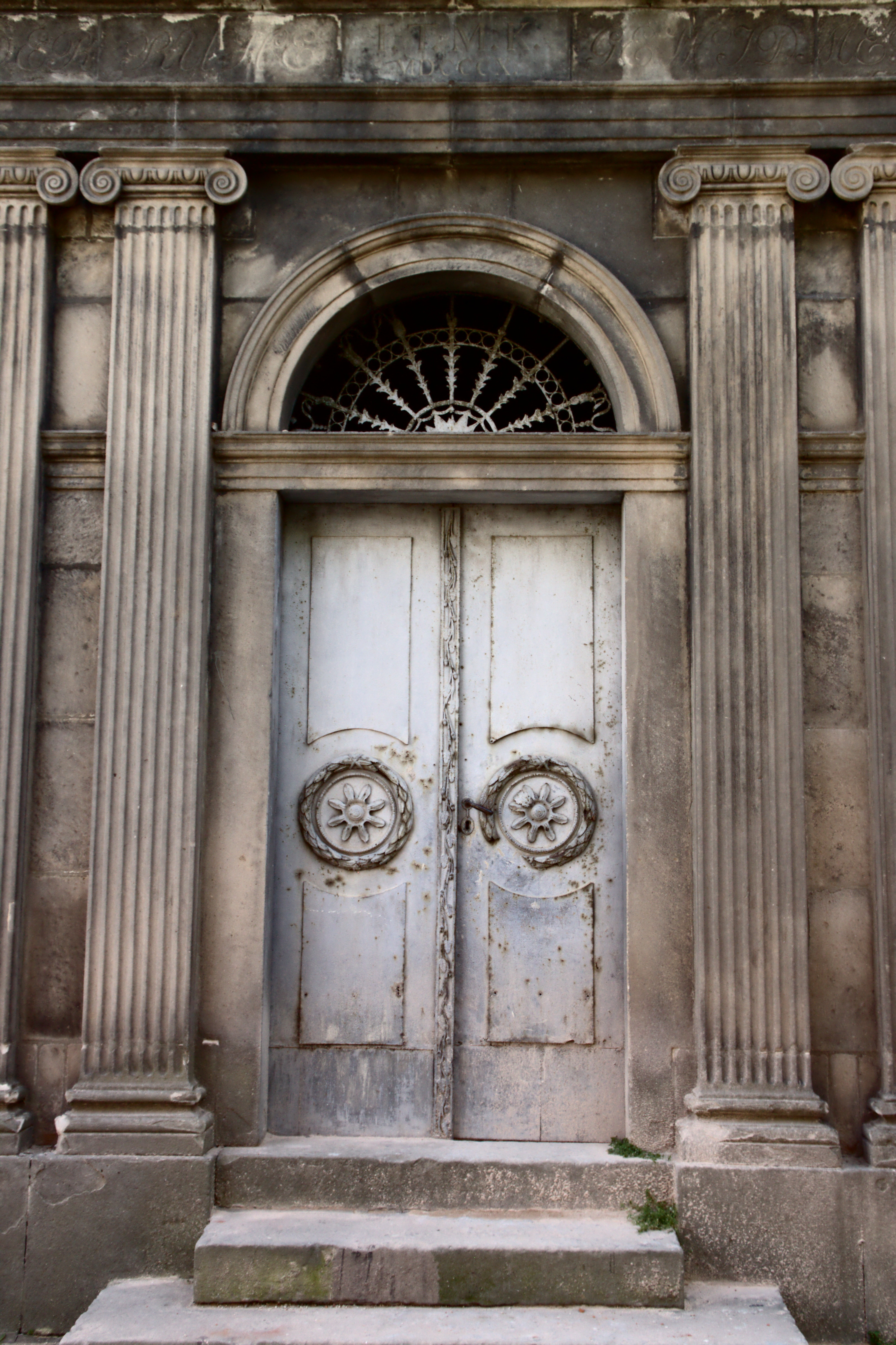
Eingang zur Grabkapelle der Familie Keller

- Der Hauptaltar wurde 1615 von Bürgern gestiftet und 1719 bis 1750 Spätbarock erweitert.
- Die Kanzel schuf 1609 der «Meister der Reichenbacher Kanzel».
- Die im westlichen Teil gelegenen Holzgalerien, dekoriert mit dekorativem Polychrom von Paul Juch aus dem Jahr 1586.
- Die Figuren des Kirchenpatrons St. Georg und des böhmischen Landesheiligen Johann von Nepomuk am Portal wurden im dritten Jahrzehnt des 18. Jahrhunderts im Umkreis des Schweidnitzer Bildhauers Georg Leonhard Weber geschaffen.
- Bruchstück von zwei Grabsteinen im Westjoch, einer mit Majuskeln, einer mit Minuskeln.
- Grabstein mit dem Flachbild des Patriziers Caspar Redter († 1614) mit einer Kartusche mit Inschrift.
- Hölzernes Epitaph für Franciscus Titschart von der Bielaw zur Peilaw († 1563) und dessen Frau († 1585) sowie den Bürger und Schneider zu Reichenbach Christoph Titschart († 1611), der das Denkmal in Auftrag gab.
- Neoklassizistische Kapelle am nördlichen Chor für die Familie des Kaufmanns Melchior Kellner, am Fries steht die Jahreszahl MDCCCX für 1810. Sie wird dem Architekten Carl Ferdinand Langhans zugeschrieben.[8][9]

## Geläut
1. Die 73 cm große Glocke enthielt einige undeutlich gezeichnete spätgotische Majuskeln
2. Die 115 cm große Glocke trug die Inschrift: „o rex glorie veni cum pace. hilf got marie berot“
3. Die 141 cm große und 37 Zentner schwere Glocke goss 1617 Jacob Getz in Breslau. Sie trug die Inschrift:

“SABATHA PANGO, FVLGVRA FRANGO, FVNERA PLANGO, EXCITO LENTOS, DISSIPO VENTOS, PACO CREVENTOS, JACOB GETZ GOSS MICH Ao. 1617.”

„Des Sabbats Feier läut ich ein, Der Blitz muss mir gehorsam sein, Den Toten klag im Grab ich nach, Die Trägen ruft mein Mahnen wach, Der Stürme macht zerbreche ich, Für Fried und Eintracht spreche ich.“